# Royal Ordnance L7
Royal Ordnance L7 är en stridsvagnskanon i kaliber 10,5 cm som ursprungligen utvecklades i Storbritannien under 1950-talet. Det är en av världens mest framgångsrika stridsvagnskanoner och har i stort sett använts över hela världen i någon form. Den har licenstillverkats och vidareutvecklats av bland annat USA (som M68), Tyskland, Japan och Kina med mera, och dess ammunition, 105 × 617 mm R, fortsätter att se vidare bruk i modernare konstruktioner, såsom USA:s nya stridsvagnskanon M35.
Vapnet utvecklades ursprungligen för den brittiska stridsvagnen Centurion Mark 9 och 10 under 1950-talet och valdes snabbt som 

## Kända vagnar med vapnet (urval)
- 1959  – Centurion
- 1959  – M60 Patton (amerikansk vidareutvecklad pjäs: M68)
- 1965  – Vickers MBT
- 1965  – Leopard 1
- 1965  – Panzer 61
- 1967  – stridsvagn 103 (svenskutvecklad pjäs: Bofors L74, kamrad för samma 105 × 617 mm R)
- 1971  – Panzer 68
- 1975  – Stridsvagn Typ 74
- 1980  – M1 Abrams (första varianterna M1 och IPM1 etc, amerikansk vidareutvecklad pjäs: M68)
- 1983  – TAM (Tanque Argentino Mediano)
- 1984  – Typ 79 medeltung stridsvagn (79年式中型坦克)
- 1988  – Typ 88 medeltung stridsvagn (88年式中型坦克)
- 1987  – Stridsvagn K1 (amerikansk vidareutvecklad pjäs: M68)
- 1997  – Typ 63A amfibiestridsvagn (63A式水陆坦克)

## Vidareutvecklingar / andra 105 × 617 mm R pjäser
- Bofors L74
- M68 (stridsvagnskanon)
- M35 (stridsvagnskanon)
- Rheinmetall Rh-105